# Vallon
Pour les articles homonymes, voir Vallon (homonymie).
Vallon est une localité et une commune suisse du canton de Fribourg, située dans le district de la Broye.

## Géographie
Vallon est située sur les flancs des derniers contreforts de molasse prolongeant le mont Vully. La commune mesure 3,51 km2. 8,8 % de cette superficie correspond à des surfaces d'habitat ou d'infrastructure, 87,8 % à des surfaces agricoles, 3,4 % à des surfaces boisées et 0,0 % à des surfaces improductives.
Vallon est limitrophe de Gletterens, Delley-Portalban et Saint-Aubin, ainsi que de Missy, Corcelles-près-Payerne et Grandcour dans le canton de Vaud.

## Démographie
Vallon possède 501 habitants en 2022. Sa densité de population atteint 143 hab./km2.
Le graphique suivant résume l'évolution de la population de Vallon entre 1850 et 2008 :

## Musée
Le Musée romain de Vallon est situé sur l'emplacement d'une ancienne villa romaine du début de notre ère, et abrite deux mosaïques. L'une, de 25 m2, est une représentation de Bacchus et Ariane (160/170 apr. J.-C.). L'autre, la Venatio, est composée de scènes de chasse à l'amphithéâtre (220 apr. J.-C.). Avec ses 97 m2, elle est la plus grande mosaïque romaine encore conservée en Suisse.

## Église
L’église de la paroisse de Carignan-Vallon (anciennement Dompierre-le-Grand, 530 apr. J.-C.) est située sur un éperon molassique. Mausolée gallo-romain jouxtant une maison (villa) de maître au début de notre ère, cet édifice mentionné dans les chroniques comme lieu de vénération de Notre-Dame de Compassion, a subi plusieurs transformations au cours des siècles. Visitée par certains pèlerins sur le chemin de Saint-Jacques-de-Compostelle, elle est dédiée à saint Pierre.